# Sierra de Yeguas
Sierra de Yeguas là một đô thị trong tỉnh Málaga, cộng đồng tự trị Andalusia Tây Ban Nha. Đô thị này có diện tích là 86 ki-lô-mét vuông, dân số năm 2009 là 3566 người với mật độ 41,47 người/km². Đô thị này có cự ly 95 km so với tỉnh lỵ Málaga.